# Acanthoplistus
Acanthoplistus is een geslacht van rechtvleugeligen uit de familie krekels (Gryllidae). De wetenschappelijke naam van dit geslacht is voor het eerst geldig gepubliceerd in 1877 door Saussure.

## Soorten
Het geslacht Acanthoplistus omvat de volgende soorten:
- Acanthoplistus acutus Saussure, 1877
- Acanthoplistus africanus Gorochov, 1988
- Acanthoplistus birmanus Saussure, 1877
- Acanthoplistus carinatus Saussure, 1877
- Acanthoplistus femoratus Chopard, 1931
- Acanthoplistus maliensis Gorochov, 1988
- Acanthoplistus murzuni Gorochov, 1996
- Acanthoplistus nigritibia Zheng & Woo, 1992
- Acanthoplistus testaceus Zheng & Woo, 1992